# الكسندر هوكينز
الكسندر هوكينز (بالإنجليزية: Alexander Hawkins)‏ هو عازف جاز وعازف بيانو بريطاني، ولد في 3 مايو 1981 في أكسفورد في المملكة المتحدة.

## وصلات خارجية
- الموقع الرسمي
- الكسندر هوكينز على موقع ميوزك برينز (الإنجليزية)
- الكسندر هوكينز على موقع أول ميوزيك (الإنجليزية)
- الكسندر هوكينز على موقع ديسكوغز (الإنجليزية)